# 전기 방전 가스
전기 방전 가스는 전류로 인해 가스의 이온화로 가스 매체를 통해 흐를 때 발생한다. 여러 가지 요인에 따라, 방전은 가시광선을 방출할 수 있다.

## 방전 유형

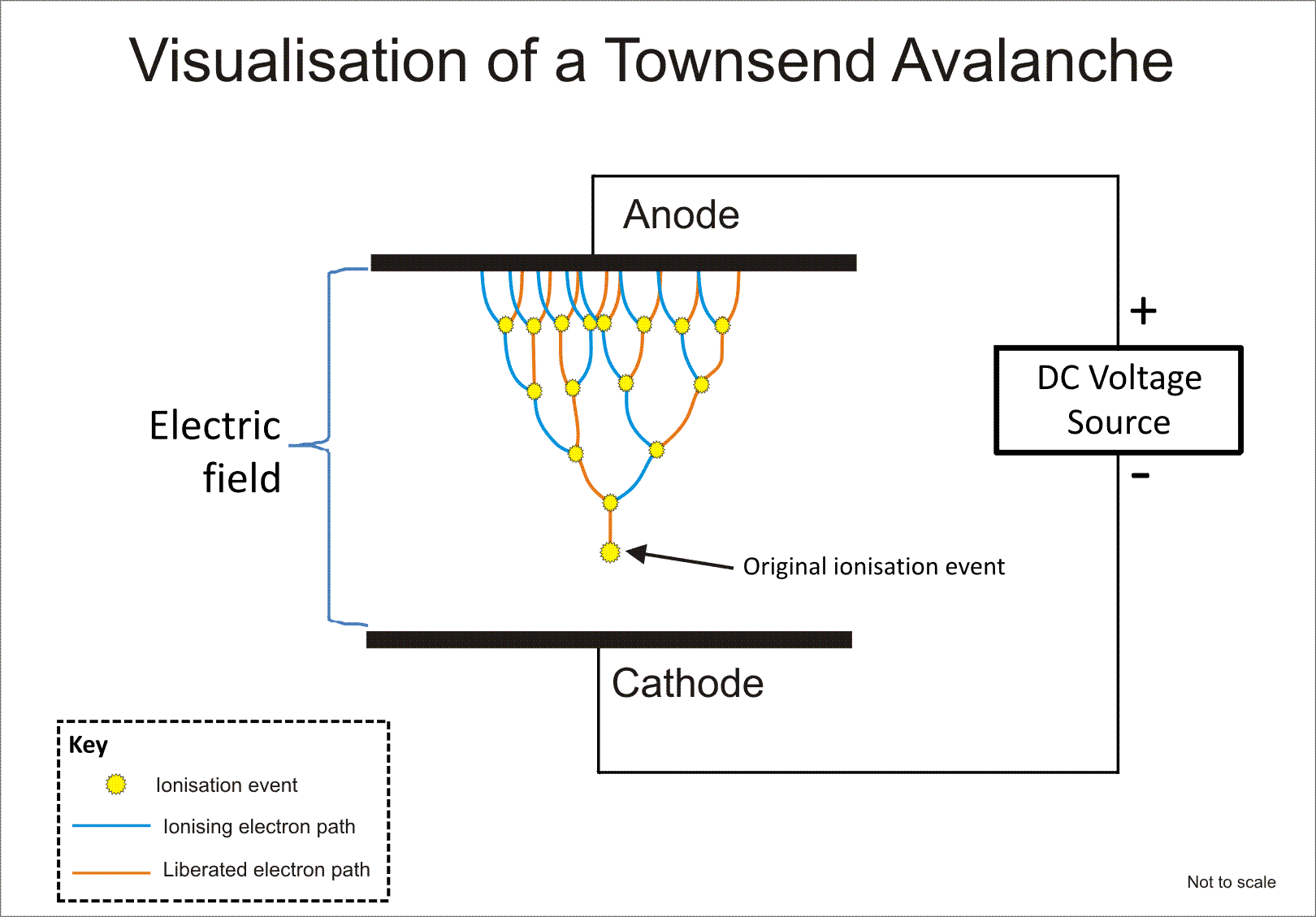

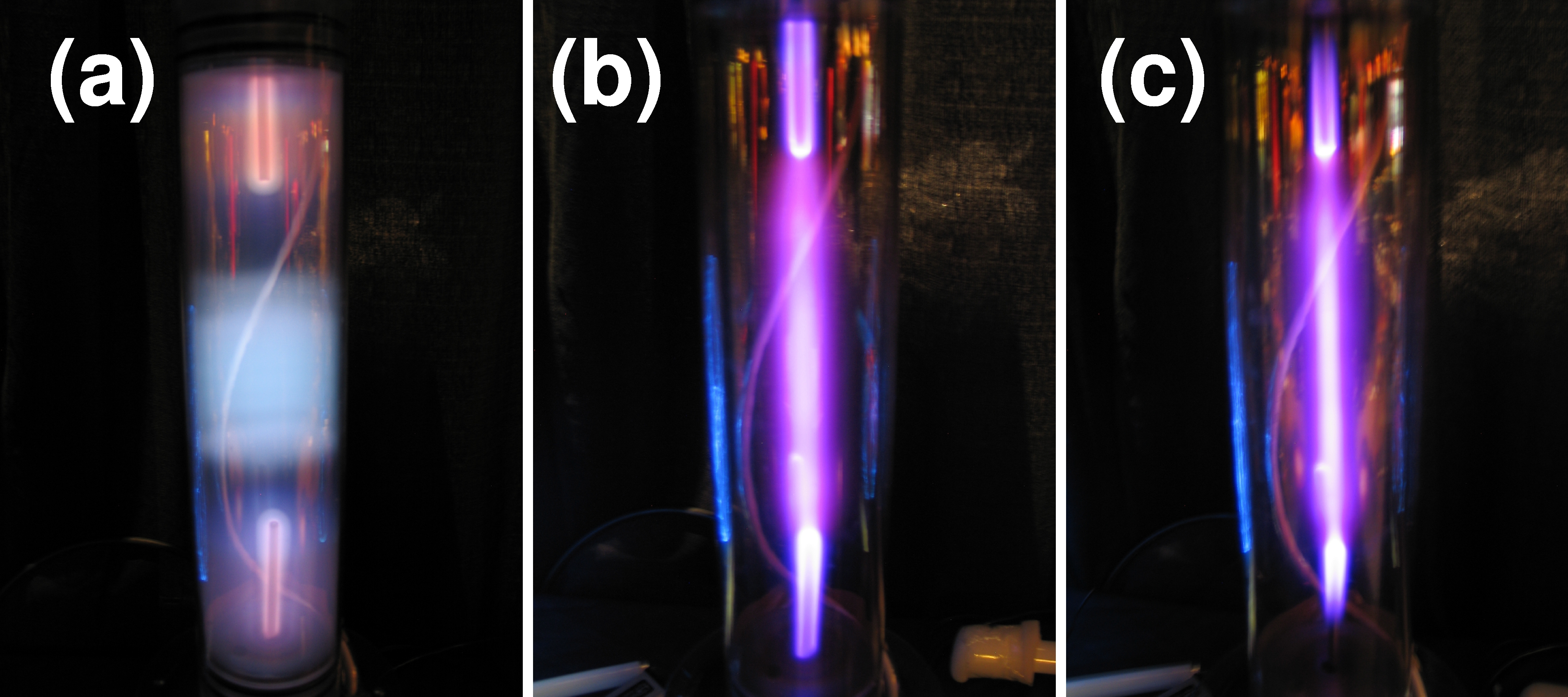

기체 방사성 동위 원소, 예를 들어 크립톤 - 85는 또한 사용될 수 있다. 점화 전극과 연결 유지 방전 전극들이 채용될 수 있다.

## 같이 보기
- 가스방전등